# Novo Selo (Bijeljina, BiH)
Novo Selo je naselje u sastavu Grada Bijeljine, Republika Srpska, BiH.

## Povijest
Godine 1885. u većem se broju u bijeljinski kraj doseljavaju Nijemci. Osnovali su selo. Nazvano je po caru Franji Josipu Franz Josefsfeld. Napučili su ga kad su se iz Vojvodine počeli doseljavati prvi stanovnici, prije svih obitelj Meng. Franz Josefsfeld bilo je ugledno i napredno, uzor u poljoprivrednoj proizvodnji, zanatstvu, industriji, ali i u izgradnji infrastrukture. Godine 1913. sagrađena je gotička Evangelistička crkva, građena od cigle iz jedne od bijeljinskih cigla koje je imala obitelj Nijemaca Devald. Poslije Prvog svjetskog rata prozvano je Petrovo Polje, po kralju Petru Karađorđeviću, poslije 1941. Schönborn prema prvom njemačkom padobrancu koji se spustio u Semberiju. Hitlerova je vlast 1942. godine odmogla politikom mjesnim Nijemcima. Zvonik je oštećen u drugom svjetskom ratu. Mjesne Nijemce preselila je na teritorij velikog Reicha, u okupiranu Poljsku, u grad Lodz, ali potomci tih obitelji žive rasuti. Malobrojni su Nijemci ostali. Poslije rata crkva je služila kao skladište. Danas u Novom Selu žive oni koji nisu imali kamo.
U selu je od Drugog svjetskog rata do danas Poljoprivredno dobro „Semberija“.
Medžlis Islamske zajednice Bijeljine predložio je, a na osnovi dokumentacije Muzeja Semberije te uvida stanja na terenu, Komisija za očuvanje nacionalnih spomenika BiH na sjednici početkom studenoga 2014. proglasila je Novo Selo za nacionalni spomenik BiH.
Razmatra se izgradnja Muzeja povijesti Novog Sela.

## Stanovništvo
Nacionalni sastav stanovništva 1991. godine, bio je sljedeći:
ukupno: 122
- Bošnjaci - 56
- Srbi - 32
- Jugoslaveni - 28
- ostali, neopredijeljeni i nepoznato - 6

## Vanjske poveznice
- Deutsche Welle Emir Musli:Nijemci iz Semberije u potrazi za korijenima 29. ožujka 2014.
- Deutsche Welle Emir Musli: Tužni simbol prošlosti Nijemaca u Semberiji, 26. prosinca 2012.
- Deutsche Welle Emir Musli: Posljednji semberijski Nijemci, 21. siječnja 2012.
- Deutsche Welle Emir Musli: Lutherova Biblija kao obiteljska relikvija u Bijeljini, 11. studenoga 2011.